# Nagórnik (województwo mazowieckie)
Nagórnik – wieś sołecka w Polsce położona w województwie mazowieckim, w powiecie kozienickim, w gminie Sieciechów. Przez wieś przebiega droga wojewódzka nr 823.
| SIMC    | Nazwa      | Rodzaj    |
| ------- | ---------- | --------- |
| 0636057 | Dziewiątka | część wsi |

Był wsią klasztoru benedyktynów sieciechowskich w województwie sandomierskim w ostatniej ćwierci XVI wieku. W latach 1975–1998 miejscowość położona była w województwie radomskim.
W Nagórniku urodził się Julian Kowalski, major pilot Wojska Polskiego II RP, podpułkownik Królewskich Sił Powietrznych, który walczył w Dywizjonie 302 podczas bitwy o Anglię.
Wierni kościoła rzymskokatolickiego należą do parafii Wniebowzięcia Najświętszej Maryi Panny w Opactwie.